# کریستی ماکوسکو کریگر
کریستی ماکوسکو کریگر (انگلیسی: Kristie Macosko Krieger) یک تهیه‌کننده فیلم آمریکایی است که به دلیل کار با استیون اسپیلبرگ بر روی فیلم‌هایش از دهه ۱۹۹۰، شناخته شده‌است. او تهیه‌کنندگی پل جاسوس‌ها را در سال ۲۰۱۵ برعهده داشت که نامزدی جایزه بفتای بهترین فیلم را در شصت و نهمین دوره جوایز بفتا و نامزدی جایزه انجمن تهیه‌کنندگان آمریکا برای بهترین فیلم در جوایز انجمن تهیه‌کنندگان آمریکا ۲۰۱۵ را برای او به همراه داشت.

## فیلم‌شناسی
| سال  | عنوان                              | یادداشت                 |
| ---- | ---------------------------------- | ----------------------- |
| ۲۰۰۱ | هوش مصنوعی                         | دستیار: استیون اسپیلبرگ |
| ۲۰۰۲ | گزارش اقلیت                        | دستیار: استیون اسپیلبرگ |
| ۲۰۰۲ | اگه می‌تونی منو بگیر                | دستیار: استیون اسپیلبرگ |
| ۲۰۰۴ | ترمینال                            | دستیار: استیون اسپیلبرگ |
| ۲۰۰۵ | جنگ دنیاها                         | دستیار: استیون اسپیلبرگ |
| ۲۰۰۵ | خاطرات یک گیشا                     | دستیار: استیون اسپیلبرگ |
| ۲۰۰۵ | مونیخ                              | دستیار: استیون اسپیلبرگ |
| ۲۰۰۶ | خانه هیولا                         | دستیار: استیون اسپیلبرگ |
| ۲۰۰۶ | پرچم‌های پدران ما                   | دستیار: استیون اسپیلبرگ |
| ۲۰۰۶ | نامه‌هایی از ایووجیما               | دستیار: استیون اسپیلبرگ |
| ۲۰۰۸ | ایندیانا جونز و قلمرو جمجمه بلورین | دستیار تهیه‌کننده        |
| ۲۰۱۰ | آخرت                               | دستیار: استیون اسپیلبرگ |
| ۲۰۱۰ | شجاعت واقعی                        | دستیار: استیون اسپیلبرگ |
| ۲۰۱۱ | سوپر ۸                             | دستیار: استیون اسپیلبرگ |
| ۲۰۱۱ | تبدیل‌شوندگان: نیمه تاریک ماه       | دستیار: استیون اسپیلبرگ |
| ۲۰۱۱ | کابوی‌ها و بیگانگان                 | دستیار: استیون اسپیلبرگ |
| ۲۰۱۱ | فولاد اصل                          | دستیار: استیون اسپیلبرگ |
| ۲۰۱۱ | ماجراهای تن‌تن                      | دستیار: استیون اسپیلبرگ |
| ۲۰۱۱ | اسب جنگی                           | دستیار تهیه‌کننده        |
| ۲۰۱۲ | لینکلن                             | تهیه‌کننده مشترک         |
| ۲۰۱۵ | پل جاسوس‌ها                         | تهیه‌کننده               |
| ۲۰۱۶ | غول بزرگ مهربان                    | مدیر اجرایی تولید       |
| ۲۰۱۸ | بازیکن شماره یک آماده              | تهیه‌کننده               |